# Joseph Bruce Ismay
Joseph Bruce Ismay, britanski poslovnež * 12. december 1862 Crosby, Lanchasire, Anglija † 17. oktober 1937 Mayfair, London, Anglija.
Bruce Ismay je bil predsednik britanske pomorske družbe White Star Line. Leta 1912 je prišel v mednarodno pozornost, kot najvišji funkcionar družbe White Star Line potem, ko je preživel potop takrat največje ladje na svetu in vodilne ladje družbe, RMS Titanic, zaradi česar je bil izpostavljen hudim kritikam.

## Zgodnje življenje
J. Bruce Ismay se je rodil v Crosbyju v Lancashiru. Bil je sin Thomasa Henryja Ismayja in Margaret Bruce. Njegov oče je bil ustanovitelj družbe White Star Line. Ismay se je šolal v šoli Elstree in Harrow, nato je eno leto poučeval v Franciji. Štiri leta se je učil v očetovi pisarni, nakar je obiskal svet. Nato je kot predstavnik podjetja odšel v New York City in se sčasoma naučil biti predsednik podjetja.
4. decembra 1888 se je Ismay poročil z Julijo Florence Schieffelin, s katero je imel pet otrok:
- Margaret Bruce Ismay (29. december 1889 - 15. maj 1967), ki se je leta 1912 poročila z Georgeom Ronaldom Hamiltonom Cheapeom (1881–1957),
- Henry Bruce Ismay (3. april 1891 - 1. oktober 1891),
- Thomas Bruce Ismay (18. februar 1894 - 27. april 1954), ki se je poročil z Jane Margaret Seymour,
- Evelyn Constance Ismay (17. julij 1897 - 9. avgust 1940), ki se je leta 1927 poročila z Basiljem Sandersonom (1894–1971),
- George Bruce Ismay (6. junij 1902 - 30. april 1943), ki se je leta 1926 poročil s Florence Victoria Edrington.
Leta 1891 se je Ismay z družino vrnil v Združeno kraljestvo, kjer mu je čez osem let umrl njegov oče. Po smrti njegovega očeta je postal predsednik družbe White Star Line. Poleg tega je bil Ismay predsednik številnih drugih podjetij. Leta 1901 so se do njega obrnili Američani, ki so želeli zgraditi mednarodni ladijski promet, ki je privolil v združitev njegove družbe v International Mercantile Marine Company.

## White Star Line
Po smrti svojega očeta 23. novembra 1899, ga je Bruce Ismay nasledil, kot predsednik družbe White Star Line. Odločil se je za gradnjo štirih oceanskih linijskih ladij, da bi presegel RMS Oceanic, ki ga je načrtoval njegov oče: ladje so poimenovali Big Four: RMS Celtic, RMS Cedric, RMS Baltic in RMS Adriatic. Ta plovila so bila zasnovana bolj za velikost in razkošje, kot za hitrost. White Star Line je bila pod njegovim vodstvom zelo uspešna.

## RMS Titanic
Leta 1907 je Ismay skupaj z Lordom Pirijem načrtoval gradnjo treh velikih ladij, ki bi premagale Cunardovi ladji RMS Lusitania in RMS Mauretania. Te tri ladji nebi bile samo večje, imele bi tudi večji in lepši luksuz, ki ga do takrat še ni bilo na nobeni ladji. Tri ladje so bile načrtovane in zgrajene. To so bile: RMS Olympic, RMS Titanic in RMS (pozneje HMHS) Britannic. Med gradnjo je Ismay močno zmanjšal število reševalnih čolnov iz 46 na 20.
10. aprila 1912 se je Ismay vkrcal na Titanic potem, ko je odplul na svojo krstno plovbo iz Southamptona v New York. Med plovbo naj bi nagovarjal kapitana Smitha, da plujejo s čim večjo hitrostjo, da bi v New York prispeli dan pozneje in s tem podrli hitrostni rekord na krstni plovbi. Ladja je plula s hitrostjo 22 vozlov. 14. aprila 1912 ob 23:40 je Titanic trčil v ledeno goro, ladja pa je začela toniti. Ismay je med evakuacijo pomagal potnikom do reševalnih čolnov. Ob spustu zadnjega čolna na desni strani ladje, se je vkrcal nanj in s tem ob 1:40 zapustil ladjo. Zjutraj ga je med 705 preživelimi rešila RMS Carpathia. Kapitanu Carpathie je posredoval, naj nadaljujejo pot v New York. Ob prihodu v New York 18. aprila zvečer, so ga pozneje napadli ameriški in britanski tisk, ker se je rešil in s tem na ladji pustil veliko žensk in otrok umreti.
Po potopu Titanica je Ismay še vedno ostal predsednik družbe White Star Line. Pozneje je na preostalih dveh ladjah izvedel številne varnostne ukrepe.

## Poznejše življenje
Čeprav ga je uradna britanska preiskava razbremenila krivde, si Ismay ni nikoli opomogel od Titanicove katasrofe. Čustveno potlačen in negotov je bil že pred plovbo na Titanicu, po tragediji pa je zapadel v stanje globoke depresije, iz katere nikoli ni zares izšel. Potem se je obdržal nizko. Del leta je živel v veliki koči Costelloe Lodge v bližini Casla v Connemari na Irskem. Paul Louden-Brown v svoji zgodovini podjetja White Star Line napisal, da je bil Ismay še naprej aktiven v poslu in da je velik del svojega dela opravil za The Liverpool & London Steamship Protection & Indemnity Association Limited, podjetje, ki ga je ustanovil njegov oče. Ismay se je upokojil leta 1917.
Ismay je ohranil zanimanje za pomorske zadeve. Ustanovil je kadetsko ladjo, imenovano Mersey, ki se je usposabljala častnike za britansko trgovsko mornarico, doniral 11.000 funtov za ustanovitev sklada za izgubljene mornarje in leta 1919 dal 25.000 funtov (kar ustreza 1.157.339 funtov v letu 2019) za ustanovitev sklada za priznati prispevek trgovskih pomorščakov v prvi svetovni vojni. Po tragediji je Ismayeva žena Florence zagotovila, da se o Titanicu ne bo več govorilo v njegovi družini.
V osebnem življenju je Ismay postal človek samotnih navad, poletje je preživljal v svoji koči Connemara in se prepuščal ljubezni do nogometa, ribolova, postrvi in lososa. Ko je bil v Londonu, se je sam udeležil koncertov v dvorani Sv. Jurija ali obiskal kino, ob drugih časih se potepal po londonskih parkih. Družinski prijatelj je opazil, da spektakel Titanica ni bil nikoli daleč od Ismayjevih misli, češ da se je nenehno "mučil z nekoristnimi ugibanji, kako se je katastrofi sploh mogoče izogniti." Na družinskem druženju v Kristmastimu leta 1936 (manj kot leto pred Ismajevo smrtjo) je eden od njegovih vnukov hčerke Evelyn, ki je izvedel, da je Ismay sodeloval v pomorskem ladijskem prometu, poizvedoval, ali je imel kdaj brodolom. Ismay je končno prelomil svojo četrt stoletja molka ob tragediji, ki mu je zalotila življenje, in odgovoril: "Ja, nekoč sem bil na ladji, za katero je veljalo, da je nepotopljiva."

## Smrt
Ismayevo zdravstveno stanje se je začelo slabšati leta 1930 po diagnozi sladkorne bolezni. Bolezen se mu je poslabšala in prišlo mu je tudi do zamašitja žil, zato so mu morali leta 1936 zaradi nevarnosti gangrene, amputirati njegovo desno nogo pod kolenom. Pozneje je bil več, kot pol leta na invalidskem vozičku. 14. oktobra 1937 zjutraj je v svoji sobi v londonski bolnišnici Mayfair, padel s postelje potem, ko je doživel možgansko kap zaradi česar je ostal nezavesten in slep. Tri dni pozneje, 17. oktobra 1937 je J. Bruce Ismay umrl, star 74 let.
Ismayev pogreb je bil 21. oktobra 1937. Pokopali so ga na pokopališču Putney Vale v Londonu. Zapustil je zelo veliko osebnega premoženja, ki je bilo vrednotenih 693 305 funtov (kar je v letu 2019 45.066.221 funtov).  Po njegovem pogrebu se je njegova žena Florence odrekla statusu britanskega subjekta, da bi ji do 14. novembra 1949 povrnili ameriško državljanstvo. Julia Florence Ismay, rojena Schieffelin, je umrla 31. decembra 1963, stara 96 let, v Kensingtonu v Londonu.